# John Mandeville Macfie
John Mandeville Macfie, britanski general, * 1891, † 1985.